# Jackie – Wer braucht schon eine Mutter
Der Spielfilm Jackie – Wer braucht schon eine Mutter (Originaltitel: Jackie) ist eine niederländische Tragikomödie der Regisseurin Antoinette Beumer aus dem Jahr 2012.
Eingebettet in ein klassisches Roadmovie, thematisiert der Film das Beziehungsgeflecht zweier Schwestern und ihrer Mutter. Die übrigen Filmcharaktere nehmen die Rolle von Statisten ein.
Die Schauspielerin Holly Hunter – sie verkörpert die Rolle der Jackie – wird in der deutschen Filmfassung nicht synchronisiert. Sie spricht englisch und die Textpassagen sind untertitelt.

## Handlung
Sofie und Daan sind 35-jährige, zweieiige Zwillings-Schwestern (Sofie ist 10 Minuten älter), die von der Leihmutter Jackie ausgetragen wurden. Ihre Väter sind ein homosexuelles Paar, bei denen die Töchter in den Niederlanden aufwuchsen. Zu ihrer Leihmutter Jackie hatten die Schwestern nie Kontakt.
Nun erhalten sie einen Anruf von einem Krankenhaus in Santa Fe (New Mexico), in dem man ihnen mitteilt, dass sich ihre allein lebende Mutter Jackie einen komplizierten Beinbruch zugezogen habe. Kurz entschlossen reisen die Schwestern nach New Mexico, um sich um ihre unbekannte Mutter zu kümmern. Jackie, ein Alt-Hippie, lebt in einem alten Wohnmobil. Gemeinsam begeben sich die drei Protagonistinnen in dem Fahrzeug der Mutter auf den Weg zu einer Rehabilitationsklinik, in der Jackie weiter versorgt werden soll.
Jackie ist widerborstig und redet zunächst kein Wort. Die dominante Sofie ist der Mutter gegenüber reserviert, ihre Schwester Daan hingegen aufgeschlossen. Auf ihrer gemeinsamen Reise kommen sich die drei Charaktere allmählich näher. Sie verfahren sich in der Wüste von New Mexico und bleiben mit leerem Tank liegen. Sofie wird von einer Schlange gebissen und erkrankt. Eine Gruppe älterer Motorradfahrerinnen (Dykes on Bikes) hilft ihnen aus der Patsche.
Im Verlauf der Handlung werden Lebenslügen offenbar. Nachdem Daan zufällig mit Sofies Arbeitgeber telefoniert und dabei ausfallend wird, verliert die Karrierefrau ihren Job und muss erkennen, dass sie nicht unersetzbar ist. Im Gegenzug deckt Sofie auf, dass Daans Kinderwunsch eine Farce ist. Während sie mit ihrem Mann eine künstliche Befruchtung plant, um Mutter zu werden, verhütet sie gleichzeitig mit der Pille. Auch Jackie muss sich eingestehen, nicht zu wissen, ob manche ihrer Lebensentscheidungen richtig oder eine verpasste Chance oder ein falscher Weg waren.
Als die drei Frauen schließlich zueinander gefunden haben, erfahren die Schwestern, dass Jackie sowohl an MS leidet als auch einen für tot ausgegebenen Bruder hat. Gemeinsam reisen sie auf Jackies Wunsch zu ihm. Jackie stirbt nach einem wundervollen letzten gemeinsamen Abend, wobei angedeutet wird, dass es sich um einen Freitod handelt. Sie hinterlässt ihren Töchtern einen Brief, in dem sie sich bei ihren vermeintlichen Töchtern dafür bedankt, sie zur Mutter gemacht zu haben. Sie gesteht aber, gar nicht ihre Mutter zu sein, sondern lediglich deren Portemonnaie gestohlen hat. Ihr richtiger Name sei Melissa.
Nach der Bestattungszeremonie nehmen die Schwestern die Urne ihrer angeblichen Mutter an sich und werfen sie zunächst in einen Abfalleimer am Straßenrand, bergen ihn jedoch kurz danach wieder und verstreuen die Asche gemäß dem letzten Wunsch der Frau, die sie als Jackie kannten, in einem Canyon. Nach einem Anruf von Daans Mann wirft Daan ihr Handy in den Canyon und befreit sich damit endgültig von ihm. Sofies Arbeitgeber in den Niederlanden will sie wieder zurückgewinnen, doch Sofie sagt ab.
In einer der letzten Szenen des Filmes beobachten die Schwestern eine ältere  Frau, die von einem Mann Jackie gerufen wird, beim Schneeschippen. Sie entscheiden sich, keinen Kontakt mit dieser abweisend wirkenden Frau aufzunehmen, sondern mit dem von Melissa geerbten Wohnmobil frei von allen alten Bindungen weiter zu fahren.

## Szenische Details
- Zu Beginn des Filmes wird ein Ringen zwischen Jackie und einem Krankenpfleger humorvoll inszeniert. Er versucht, sie gegen ihren Willen in einen Rollstuhl zu setzen.

- Die dominante Sofie scheitert – als sie auf der Suche nach einer Tankstelle allein durch die Wüste marschiert – an einer Kuh, die ihr den Weg versperrt. Sie traut sich nicht vorbei, wirft schließlich unbeholfen einen kleinen Plastikkanister nach dem Tier und kehrt auf ihrem Weg um.

- Die Szene, in der die beiden Schwestern Jackies Asche verstreuen, zitiert eine ähnliche Szene aus dem Film The Big Lebowski.

## Kritik
Der Fernsehsender Arte kommentiert: „Starbesetztes Roadmovie über zwei bei schwulen Adoptivvätern aufgewachsene holländische Zwillingsschwestern, die in die USA reisen, um ihre eigensinnige Leihmutter in eine Reha-Klinik zu begleiten.“
Das Internetportal kunstundfilm.de resümiert: „Das Drehbuch wartet mit verblüffenden Wendungen und wohltuend wenig Sentimentalitäten auf. … Dieser Film wärmt nicht nur Herz und Seele, sondern macht einfach gute Laune.“
Die Berliner Zeitung bestätigt das positive Urteil, sieht jedoch Defizite bei der Synchronisation des Filmes und ergänzt: „Männer, genauer gesagt heterosexuelle Männer, genießen kein hohes Ansehen in Antoinette Beumers Roadmovie.“

## Auszeichnungen (Auswahl)
Die Produktion wurde mehrfach international nominiert und ausgezeichnet. Sie gewann die niederländische Auszeichnung Goldener Film  im Jahr 2012. Im Jahr 2013 errang Antoinette Beumer beim Filmfestival von Pula den Preis für den besten Film.